# Belinda Stewart-Wilson
Belinda Stewart-Wilson (geboren 16. April 1971 in London) ist eine britische Schauspielerin.

## Leben
Belinda Stewart-Wilson wurde im April 1971 als Tochter von Blair Stewart-Wilson, einem Offizier der britischen Armee, geboren. Sie wuchs auf militärischen Stützpunkten in Großbritannien, Deutschland und Österreich auf, bevor ihrer Familie sich in London niedergelassen hat, da ihr Vater Stallmeister der Königin Elisabeth II. wurde. Sie ging zunächst auf die Hurst Lodge School in Ascot, Berkshire, bevor sie sich an der Schauspielschule Webber Douglas Academy of Dramatic Art ausbilden ließ.
Von 2004 bis 2011 war sie mit dem britischen Schauspieler und Komiker Ben Miller verheiratet. Die beiden haben einen gemeinsamen Sohn namens Sonny (* 2006).

## Karriere
Stewart-Wilson begann ihre Schauspielkarriere in verschiedenen britischen Fernsehserien, darunter Agatha Christie’s Poirot oder Holby City. Darüber hinaus konnte sie sich auch Rollen in Filmen wie Kiss Kiss (Bang Bang) oder 2007 erschienenen australischen Mockumentary-Film Razzle Dazzle: A Journey into Dance. 
Bekanntheit erlangte sie 2008 mit der Rolle der Polly McKenzie in der Sitcom The Inbetweeners des Fernsehsenders E4. Die Rolle verkörperte sie über drei Staffeln bis 2010 sowie in den beiden Filmen Sex on the Beach und Sex on the Beach 2 aus den Jahren 2011 und 2014. An der Seite ihres Ehemannes spielte sie 2009 in der dritten Staffel der Science-Fiction-Fernsehserie Primeval – Rückkehr der Urzeitmonster die Rolle der Christine Johnson. Anschließend war sie in Gastrollen in den Serien New Tricks – Die Krimispezialisten, Miranda, My Family und Ripper Street zu sehen.
Im Herbst 2014 verkörperte sie die Rolle der Fiona Crossley in dem Disney-Channel-Vierteiler Evermoor, der in über 160 Ländern auf Sendung gegangen ist.

## Filmografie (Auswahl)
- 1996: Agatha Christie’s Poirot (Fernsehserie, Episode 7x01)
- 2001: Kiss Kiss (Bang Bang)
- 2004: Holby City (Fernsehserie, Episode 6x25)
- 2007: Razzle Dazzle: A Journey into Dance
- 2007: Jekyll (Miniserie, 2 Episoden)
- 2007, 2010: The IT Crowd (Fernsehserie, 3 Episoden)
- 2008–2010: The Inbetweeners (Fernsehserie, 10 Episoden)
- 2009: Primeval – Rückkehr der Urzeitmonster (Primeval, Fernsehserie, 7 Episoden)
- 2010: New Tricks – Die Krimispezialisten (New Tricks, Fernsehserie, Episode 7x06)
- 2010: Miranda (Fernsehserie, Episode 2x01)
- 2011: Sex on the Beach (The Inbetweeners Movie)
- 2011: My Family (Fernsehserie, Episode 11x10)
- 2011: All That Way for Love
- 2013: Ripper Street (Fernsehserie, Episode 2x05)
- 2014: Sex on the Beach 2 (The Inbetweeners 2)
- 2014: Evermoor (Miniserie, 4 Episoden)